# Pieni Muuraissaari
Pieni Muuraissaari är en ö i Finland. Den ligger i sjön Enonvesi och i kommunen Nyslott i  landskapet Södra Savolax, i den sydöstra delen av landet, 300 km nordost om huvudstaden Helsingfors. Öns area är 3,2 hektar och dess största längd är 330 meter i nord-sydlig riktning.